# ドリトル先生の楽しい家
『ドリトル先生の楽しい家』（ドリトルせんせいのたのしいいえ、Doctor Dolittle's Puddleby Adventures）は、アメリカ合衆国で活動したイギリス出身の小説家、ヒュー・ロフティング（1886年 - 1947年）による児童文学作品『ドリトル先生』シリーズの短編集。1952年刊。

## 概要
シリーズ第12作で、本作が最終巻となる。1950年に刊行された前作『緑のカナリア』と同様にロフティングの没後、ジョセフィン夫人とその妹のオルガ・フリッカーが遺稿を整理し、オルガが最低限の補作を行ったものであることが巻頭で夫人より述べられている。
全部で8話の短編が収録されており、その大半は第5作『動物園』、第6作『キャラバン』、第7作『月からの使い』のいずれかに収録されるはずであったと見られるエピソードだが、多くは本編で採用されたエピソードとの重複などの事情で削られたことがうかがえる。夫人の巻頭言ではロフティング自身が生前、特に気に入っていたエピソードとして『月からの使い』への収録を想定していたと見られる「虫ものがたり」が挙げられている。
本作の原題は"Doctor Dolittle's Puddleby Adventures"で、日本語に直訳すれば『ドリトル先生パドルビー冒険記』であるが、収録された話は必ずしも先生の家があるイングランドの田舎町「沼のほとりのパドルビー」のみが舞台となっている訳ではなく、ロンドンや西アフリカが舞台になっている話もある。

## 各話のあらすじ
各話の原題と、本編のどの巻に対応した時期のエピソードかについても参考として記載する。なお、夫人の巻頭言と目次に続けて各編に入る前にオルガが執筆した「ドリトル先生とその家族」という簡単な登場人物と動物の紹介が挿入されている。主要人物についてはドリトル先生シリーズの登場キャラクターを参照。

### 船乗り犬
The Sea Dog / 『動物園』 - 『月からの使い』の頃
犬のジップが主宰する雑種犬ホームの会員の一匹で、話し上手な船乗り犬・ローバーの体験談。ある客船で飼われていたローバーは規則にうるさい船長に嫌気が差し、逃亡を試みて海に転落した所を給仕係の少年・スヌーキーに救助される。ローバーが船長を嫌っていることを気遣ったスヌーキーは他の船員に見つからないようローバーをかくまい、それが原因で船内に疑心暗鬼が巻き起こり船は浅瀬に乗り上げてしまう。

### ぶち
Dapple / 『動物園』 - 『月からの使い』の頃
血統書付きのダルメシアン・ぶち（Dapple）は、走り回るのが大好きな猟犬。ところが新しい飼い主の貴婦人からは愛玩犬のように溺愛される。この毎日に嫌気が差し、狂犬病を発症したように装って暴れ回り先生の家に逃げ込んで雑種でないにもかかわらず雑種犬ホームの一員となる。

### 犬の救急車
The Dog Ambulence / 『動物園』 - 『月からの使い』の頃
ジップたちは怪我や病気に苦しむ犬を迅速に先生に診てもらう為に「犬の救急車」を作ることを思い付き、スタビンズとバンポに台車を改造した救急車を作ってもらう。ところが、救急車が出動するような急病人や怪我人は発生せずジップたちがいら立ちを募らせていた所で腐ったカブを食べてお腹を壊したガブガブを発見し「豚の患者でも乗せないよりまし」と言って強引に救急車へ乗せ、大騒動を引き起こす。

### 気絶した男
The Stunned Man / 『動物園』 - 『月からの使い』の頃
ジップは中年男性が気を失って倒れているのを発見するが、その男は治療に当たった先生に対して「40ポンドを強盗に奪われた」と言うものの妙に落ち着き払っていた。男の挙動に不審な点を感じた探偵犬のクリングはジップやスタビンズと共に捜査を始めるが、警察は地主の金を横領した容疑で馬丁を逮捕する。しかし、馬丁の逮捕容疑が冤罪であることを見抜いたクリングは同時期に厩舎から失踪した雌の名馬・オニユリ号の関与を疑って馬の匂いを嗅ぎ分けられる老犬・マイクの協力でオニユリ号を追跡し、スタビンズを「引退した辻馬車馬、荷馬車馬の会」の休養牧場へ連れて行く。

### カンムリサケビドリ
The Crested Screamers / 『キャラバン』の頃
先生がロンドンで「カナリア・オペラ」に出演させる鳥を選定する為にロンドン動物園を訪れた際、案内役のスズメ・チープサイドは動物園に隣接するリージェンツ・パークに住んでいた頃、南米原産のカンムリサケビドリを元気づけようと鳥の好物であるクロスグリの実を調達する為に腐心し、チープサイドがミミズクの檻に侵入して餌を失敬していた所をミミズクに見つかって絶体絶命の危機に陥った際にカンムリサケビドリが騒ぎ出してミミズクが驚いたので一命を取り留めた昔話を披露する。

### あおむねツバメ
The Green Breasted Martins / 『アフリカゆき』の頃
先生がアフリカの猿たちを苦しめていた伝染病を終息させ、バンポ王子の協力でジョリギンキ王国から脱出した直後の話。寄港先のガンビア・グーグー国では女権拡張運動家の白人女性が国王に謁見するや否や国王を圧倒する勢いで政治や教育に介入し、現地の婦人たちはその白人女性がかぶっている帽子に付いたイワツバメの羽に男を操る魔力が秘められているのではないかと信じてイワツバメの一種・あおむねツバメを乱獲し始める。後に何度も先生を助けることになるツバメのリーダーで“韋駄天”の異名を持つスピーディ・ザ・スキマーはこの事態を見かねて先生に助けを求め──これが先生とこのツバメの初対面であったが──、ガブガブの発案により、先生はツバメたちに町中の虫を食べるのを止め、バンポが船に積んだが誰も食べたがらない干しイナゴを食べてはどうかと提案した。つまりあおむねツバメが全滅したらこの国はどうなるかを体験させる、というもの。グーグーの町はまたたく間にアリや蚊が大繁殖して崩壊の危機に晒されるが、ツバメたちが害虫を食べ尽くしたので町の全滅は回避される。国王は今後、あおむねツバメをガンビア・グーグーの国鳥として手厚く保護することを先生に約束し、先生は再びイギリスに向けて出港するのであった。

### 虫ものがたり
The Story of the Maggot / 『月からの使い』の頃
昆虫の言葉を研究していた先生とスタビンズは一匹の蛆から、その蛆と同じクルミの実に寄生していた友達が好奇心から外の世界へ飛び出し、クルミの実と共に外国へ行く船に乗り込んで船内で何度も船員やネズミにかじられそうになったりごみ箱に乗って漂流したりしながら再び生まれ故郷へ戻って来るまでの冒険話を聞かされる。

### 迷子の男の子
The Lost Boy / 『キャラバン』の頃
「カンムリサケビドリ」と同様に先生がロンドン動物園で「カナリア・オペラ」に出演させる鳥を選んでいた頃の話。先生は動物園内で迷子になっていた赤毛の少年を保護して婦人携帯品預り所へ連れて行くが、その少年は動物園の閉園時刻になっても家へ帰らず先生に付いて来た。動物の飼育員になりたいと言う少年はサーカスで飼っている動物たちの迷惑も顧みずに飼育員の真似ごとをし始め、怒りを爆発させたアヒルのダブダブは先生に少年を警察署で預かってもらうよう進言する。

## 日本語訳
長らく岩波書店版のみが刊行されていたが、2015年11月に角川つばさ文庫より新訳版が刊行された。角川つばさ文庫の新訳版には日本語訳初刊となる「ドリトル先生、パリでロンドンっ子と出会う」が収録されている。
- ヒュー・ロフティング、訳：井伏鱒二『ドリトル先生の楽しい家』 岩波書店
  - 愛蔵版〈ドリトル先生物語全集〉第12巻 1962年7月13日初版 ISBN 978-4-001-15012-4
  - 岩波少年文庫 1979年10月23日初版、2000年改版 ISBN 978-4-001-14033-0
- 『新訳 ドリトル先生の最後の冒険』（角川つばさ文庫 編集・発行：アスキー・メディアワークス）
訳：河合祥一郎 画：patty 2015年11月15日初版 ISBN 978-4-04-631194-8